# Liberal Democratici (Italia)
Liberal Democratici per il Rinnovamento è un partito politico italiano fondato nel 2007 da Lamberto Dini.

## Storia

### Nascita nel centrosinistra
La sua fondazione risale al 1º ottobre 2007 da una scissione di Democrazia è Libertà - La Margherita dal momento che, secondo Lamberto Dini, «la lotta tra DS e Popolari ha schiacciato le altre identità all'interno del nascente Partito Democratico», e dunque a suo dire non vi è sufficiente spazio per la cultura liberal-democratica.
I due termini del logo sono staccati e contrassegnati dalla sigla LD. In esso vengono ripresi gli elementi che hanno precedentemente caratterizzato, fra il 1996 e il 1999, l'esperienza di Rinnovamento Italiano: la scritta per il rinnovamento e il simbolo del triangolo tricolore.
Guidato dall'ex Presidente del Consiglio, ministro degli esteri e del tesoro Lamberto Dini, il partito ha raccolto tre senatori (Dini stesso, Natale D'Amico e Giuseppe Scalera), un deputato (Italo Tanoni), e un sottosegretario alla Giustizia (Daniela Melchiorre).

### La sfiducia al Governo Prodi II
Il partito si collocò inizialmente nell'alleanza del centrosinistra, L'Unione, pur autodefinendosi "indipendente".
A gennaio 2008 è tra i protagonisti della caduta del Governo Prodi II, anche se i rappresentanti parlamentari del movimento si comportano in modo diverso. L'esecutivo si presenta per ricevere la fiducia in Parlamento: il 23 gennaio, alla Camera dei deputati, il deputato Tanoni non partecipa alla votazione; il 24 gennaio, al Senato della Repubblica, Dini vota contro, D'Amico vota a favore, Scalera si astiene.
Durante le consultazioni del presidente della Repubblica Giorgio Napolitano, i LD gli esprimono l'opinione della necessità di un governo finalizzato alle riforme istituzionali ed elettorali, con una maggioranza diversa dal Prodi II.

### Adesione al Popolo della Libertà
L'8 febbraio 2008 il partito aderisce alle liste del Popolo della Libertà presentate da Silvio Berlusconi, passando, quindi, con la coalizione opposta al governo di cui aveva fatto parte. Per le elezioni politiche del 2008 sono presenti quattro candidati liberaldemocratici nelle liste del PdL: alla Camera Daniela Melchiorre, Italo Tanoni e Giuseppe Scalera, al Senato Lamberto Dini. Tutti e quattro sono eletti. Si sfila dal movimento, invece, e non si ricandida Natale D'Amico.
Il 30 maggio Dini, rieletto presidente della commissione esteri del Senato della Repubblica, decide insieme a Scalera di lasciare il partito e aderire direttamente al PdL, mentre Tanoni, Melchiorre ed altri restano nel partito, che vogliono mantenere un partito indipendente alleato con il PdL. Il 9 giugno i due deputati escono dal gruppo parlamentare del PdL e si iscrivono al Gruppo misto. Il 21 luglio costituiscono con il Partito Repubblicano Italiano la componente Liberal Democratici-Repubblicani.

### Il passaggio al centrosinistra
Il 29 ottobre 2008 LD passa all'opposizione. Il 13 novembre i deputati dei LD votano contro la finanziaria del governo Berlusconi IV. Il 17 novembre la direzione del partito sancisce ufficialmente il passaggio all'opposizione. In occasione del voto di fiducia del 14 gennaio 2009 la deputata Melchiorre, annuncia a nome del partito il voto contrario, ricordando, tra l'altro, il successo nella lotta all'evasione fiscale condotta dal precedente governo Prodi.

### Le Europee 2009 col MAIE
Per le elezioni europee del 2009 i Liberal Democratici presentano una lista Liberal Democratici Riformisti con Melchiorre insieme al Movimento Associativo Italiani all'Estero, con cui il 22 aprile formano una nuova componente nel Gruppo misto della Camera dei deputati: Liberaldemocratici-MAIE.
Ai Liberal Democratici per le Europee si alleano il movimento politico ambientalista Fronte Verde Ecologisti Indipendenti di Vincenzo Galizia, il Movimento Europeo Diversamente Abili-Divisione Italia-Federale (MEDA), il Movimento Pensionati Cattolici, il Coordinamento Libere Associazioni Professionali-Associazione Informatici Professionisti, la Associazione Utenti Auto e Associazione Nazionale Assistenti Amministrativi.
Con lo 0,23%, risulterà (con esclusione delle liste di minoranze linguistiche) la lista meno votata durante la tornata elettorale.

### Regionali 2010 con UDC
Dopo il deludente esito elettorale alcuni suoi esponenti decidono di prendere parte sia ad Alleanza per l'Italia, sia all'Unione di Centro. Daniela Melchiorre ha affermato che
All'interno del nuovo partito, in cui si sono costituiti come Liberal Democratici per il Rinnovamento, rappresenteranno l'area più liberale e laica, insieme ai "Neo-dem" e a Società Aperta Circoli per l'altra Italia.
In seguito, al partito, aderisce anche l'ex esponente della Lega Nord Maurizio Grassano.

### Nel Polo della Nazione
Il 14 settembre 2010 si parla dell'ingresso nel Gruppo parlamentare di «responsabilità nazionale» voluto da Francesco Nucara per il sostegno del Governo Berlusconi IV. La prospettiva è successivamente smentita dato che i Lib-Dem scelgono di non votare la fiducia a Governo. Il 2 dicembre 2010 firmano insieme a FLI, UDC, API e MPA una mozione di sfiducia nei confronti del Governo Berlusconi IV.
Il 15 dicembre i Liberaldemocratici hanno annunciato la confluenza nel "Polo della Nazione", insieme a FLI, UDC, MpA, ApI, PLI e repubblicani.
A seguito dell'abbandono di Maurizio Grassano, passato ad Iniziativa Responsabile, i Liberal Democratici hanno formato un gruppo in comune con il repubblicano Giorgio La Malfa.

### Il ritorno in maggioranza di centrodestra
Il 5 aprile 2011 la Camera dei deputati chiede di sollevare conflitto di attribuzione sul procedimento a carico del premier Silvio Berlusconi riguardante i reati di concussione e prostituzione minorile nell'inchiesta Rubygate. I due esponenti Liberal Democratici Daniela Melchiorre e Italo Tanoni insieme all'ex MpA, ora al gruppo misto non iscritto ad alcuna componente Aurelio Misiti votano insieme alla maggioranza decretando l'uscita dal Nuovo Polo per l'Italia e dall'opposizione. Il 5 maggio Daniela Melchiorre viene nominata nuovo Sottosegretario al Ministero dello Sviluppo Economico nel Governo Berlusconi IV determinando la definitiva uscita dall'opposizione e una piena partecipazione della componente Liberal Democratici all'Esecutivo.

### Il nuovo ritorno all'opposizione
Il 28 maggio la Melchiorre rassegna le dimissioni dall'incarico, sottolineando di non essersi mai insediata. Dopo le dimissioni della Melchiorre i Liberal Democratici ritornano nel loro ruolo di opposizione al Governo Berlusconi IV riavvicinandosi alla grande area centrista del Nuovo Polo per l'Italia insieme ad UdC, FLI, ApI, MpA ed altri movimenti minori.

### Elezioni Politiche 2013
Alle elezioni politiche del 24 e 25 febbraio 2013 la dirigenza decide di non presentare liste autonome, invitando i propri iscritti a sostenere la coalizione che candida Mario Monti alla Presidenza del Consiglio dei ministri.

### Referendum costituzionale del 2016
In occasione del referendum costituzionale del 2016, i Liberal Democratici sostengono il SÌ e costituiscono il comitato "Basta un sì - Liberal Democratici per il Rinnovamento", presieduto dall'ex ministro Tiziano Treu.

## Struttura

### Presidente
- Lamberto Dini (2007–2008)
- Daniela Melchiorre (2008–2013)
- Italo Tanoni (dal 2013)

### Vicepresidente
- Francesco Pifferi (dal 2013)

### Coordinatore
- Italo Tanoni (2007–2013)
- Alessandro Campagnioli (dal 2013)

## Risultati elettorali
| Elezione       | Elezione     | Voti                       | %                          | Seggi   |
| -------------- | ------------ | -------------------------- | -------------------------- | ------- |
| Politiche 2008 | Camera       | Ne Il Popolo della Libertà | Ne Il Popolo della Libertà | 3 / 630 |
| Politiche 2008 | Senato       | Ne Il Popolo della Libertà | Ne Il Popolo della Libertà | 1 / 315 |
| Europee 2009   | Europee 2009 | 71.218                     | 0,23                       | 0 / 72  |
| 1.             |              |                            |                            |         |